# Sverigetopplistan
SverigeTopplistan, е шведският национален топ чарт, по-рано познат като Topplistan (1975–1997) и Hitlistan (1998–2007), познат от октомври 2007 година със сегашното си име, базиран на данните по продажби от Шведската звукозаписна индустриална асоциация. Преди Topplistan, музикалните продажби в Швеция са били записвани от Kvällstoppen, чийто чарт е бил комбиниран от албуми и сингли.

## Чартове
• Сингли топ 60
• Албуми топ 60
• DVD топ 20
• Рингтонове топ 20